# Bussea
Genre
Bussea est un genre de plantes à fleurs dicotylédones de la famille des Fabaceae, sous-famille des Caesalpinioideae. Ce sont des arbres et arbustes originaires d'Afrique et de Madagascar, qui comprend sept espèces acceptées.
Certaines espèces sont exploitées pour leur bois. Les graines sont comestibles.

## Étymologie
Le nom générique, « Bussea », est un hommage à Walter Carl Otto Busse (1865–1933), botaniste allemand.

## Liste d'espèces
Selon The Plant List (28 octobre 2018) :
- Bussea eggelingii Verdc.
- Bussea gossweileri Baker f.
- Bussea massaiensis (Taub.)Harms
- Bussea occidentalis Hutch.
- Bussea perrieri R.Vig.
- Bussea sakalava Du Puy & R.Rabev.
- Bussea xylocarpa (Sprague)Sprague & Craib